# خوسيه أنطونيو غونزاليس
خوسيه أنطونيو غونزاليس (بالإسبانية: José Antonio González)‏ هو منافس ألعاب قوى إسباني، ولد في 15 يونيو 1976.

## وصلات خارجية
- خوسيه أنطونيو غونزاليس على موقع الاتحاد الدولي لألعاب القوى (الإنجليزية)
- خوسيه أنطونيو غونزاليس على موقع اللجنة الأولمبية الدولية (الإنجليزية)
- خوسيه أنطونيو غونزاليس على موقع أوليمبيديا (الإنجليزية)